# فدراسیون جهانی کرلینگ
فدراسیون جهانی کرلینگ (به انگلیسی: World Curling Federation) نهاد اداره‌کننده مسابقات کرلینگ در سطح جهان است.
این سازمان در سال ۱۹۶۶ تأسیس شده و مقر آن پرت, اسکاتلند است.